# Paix de Loudun
Ne doit pas être confondu avec le traité de Loudun du 1er décembre 1372 mettant fin à la campagne de reconquête du Poitou par les troupes de Charles V de France.
La paix de Loudun est un traité signé, le 3 mai 1616, à Loudun, entre Marie de Médicis et Henri II de Bourbon-Condé, mettant fin au conflit qui était, à l’origine, une lutte de pouvoir entre Concino Concini (récemment fait marquis d’Ancre), le favori de la reine mère, et le prince de Condé, second dans l’ordre de succession au trône après Louis XIII, pour prendre une tournure religieuse lorsque des princes huguenots rebelles se sont joints à la révolte de Condé.

## Les négociations et les termes
Les négociations entre la cour et Condé, qui ont eu lieu à Loudun de février à mai, ont été menées par le secrétaire d’État, Nicolas de Neufville, marquis de Villeroy. Le père Joseph, confident de Richelieu (à l’époque évêque de Luçon et grand aumônier de la reine Anne, qui deviendra plus tard cardinal et Premier ministre), y a également pris part. Le traité signé par la reine mère et Condé a officiellement mis fin aux révoltes de nombreux nobles français au prix de concessions royales et de réparations à Condé et d’autres. Sur la base des termes du traité, les huguenots ont été autorisés à unir leurs églises de France à celles de Béarn. En outre, le traité a placé Condé, qui a été amnistié ainsi que d’autres, à la tête du conseil d’État. Concino Concini a été limogé en tant que lieutenant-général de Picardie et gouverneur d’Amiens, et Condé a reçu un million et demi de livres.

## Sources
- (en) Thomas Henry Dyer, Modern Europe from the Fall of Constantinople to the Establishment of the German Empire, A.D. 1453-1871 : 1593-1721, London, England, G. Bell & Sons, 1877 (lire en ligne).
- (en) Anthony Levi, Cardinal Richelieu and the Making of France, New York, Carroll & Graf, 2000, 256 p. (ISBN 978-0-7867-0778-2).
- (en) A. Lloyd Moote, Louis XIII, the Just, Berkeley, University of California Press, 1991, 401 p. (ISBN 978-0-520-07546-7, lire en ligne).
- (en) David Parker, « The Social Foundation of French Absolutism 1610-1630 », Past & Present, Oxford University Press, no 53,‎ novembre 1971, p. 67-89 (lire en ligne).
- Bernard Barbiche, « Les traités conclu entre le roi de France et ses sujets rebelles (fin XVIe-début XVIIe siècle) », dans Olivier Poncet (dir.), Diplomatique et diplomatie : Les traités (Moyen-Âge-début du XIXe siècle), Paris, Publications de l’École nationale des chartes, 2015 (lire en ligne), p. 91-104.